# Antiandrogeno
Un antiandrogeno è un gruppo di composti antagonista del recettore dell'ormone in grado di prevenire o inibire gli effetti biologici degli androgeni, ormoni sessuali maschili, sui tessuti sensibili del corpo. Gli antiandrogeni solitamente funzionano bloccando i recettori.
Gli antiandrogeni possono essere utilizzati per il trattamento dell'iperplasia prostatica benigna (ingrossamento della prostata), acne, alopecia androgenetica (calvizie maschile), e irsutismo (eccessiva pelosità). A volte essi sono utilizzati anche come agente contraccettivo maschile, per reprimere la mascolinizzazione nel caso di una disforia di genere o trattare determinati impulsi parafiliaci.

## Esempi
- Spironolattone
- Ciproterone acetato
- Flutamide
- Ketoconazolo
- Finasteride
- Bexlosteride
- Izonsteride
- Turosteride